# دفن السماء

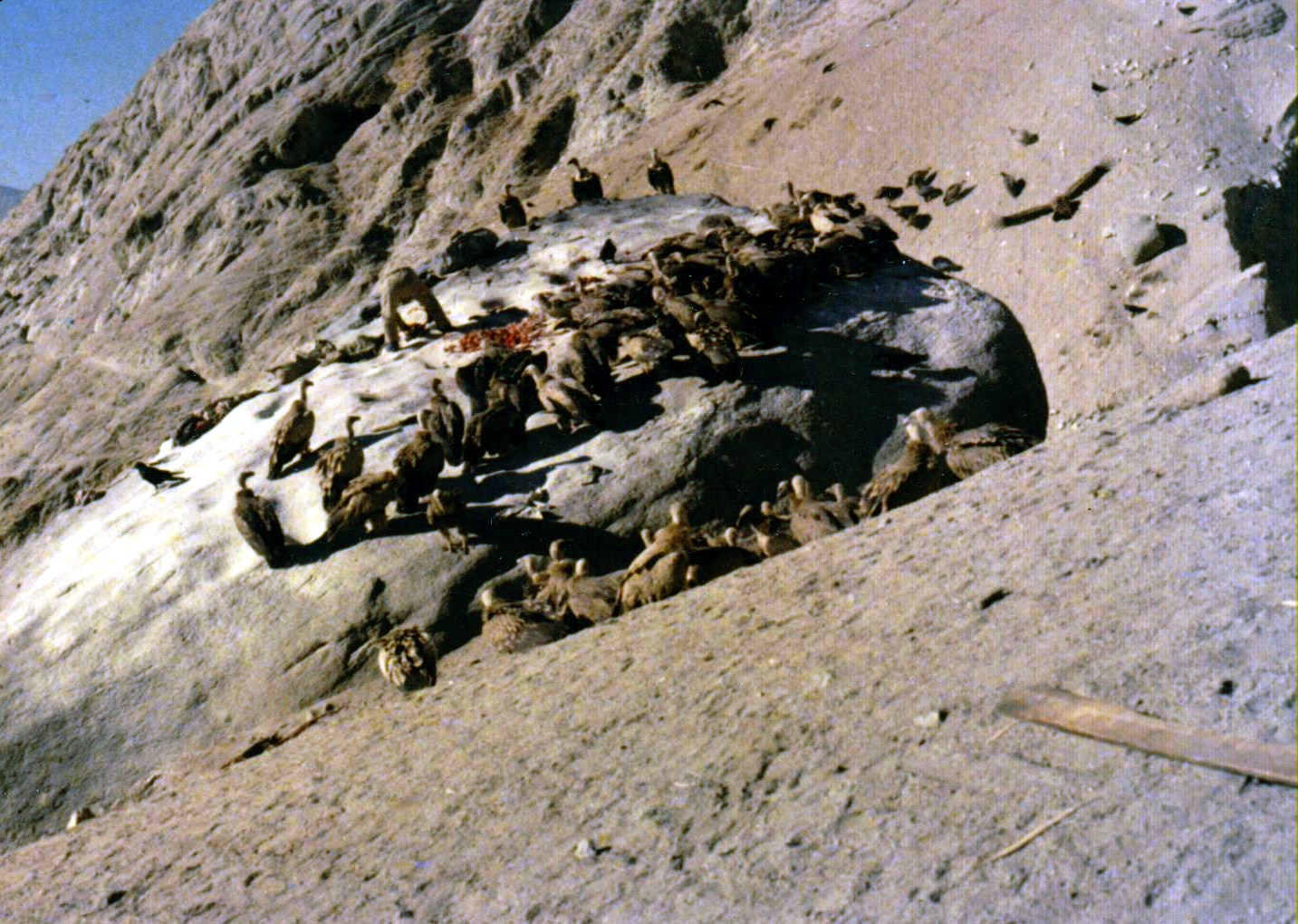

يعتبر أحد الطقوس الدينية المميزة لسكان هضبة التبت الواقعة في جنوب شرق اسيا بالقرب من جبال الهيمالايا، ومعظمهم من البوذيين العابدين للاله بوذا، حيث يقوم أهل الميت بمراسم الدفن السماوي للميت بالصورة التي يجعلونه بها مكرما وعزيزا وغير موجود بالارض وإنما يدفن في السماء.

## مراسم الدفن السماوي
بعد خروج روح الميت يجتمع الاهل حول الجثة ليقوموا بعمل مجموعة من الشعائر الدينية ثم يحملون الجثة إلى قمة الجبل المخصصة للدفن وهنا المراسم التي تتبع تختلف باختلاف قدرات أهل الميت المادية ومكانته وسط قومه، فإن كان ذا قيمة وأهله لهم القدرة المالية يتم دفنه طبقا لمراسم خاصة يقوم فيها المسئول عن الدفن بتقطيع أجزاء الميت وإلقائها على قمم الجبال حتى تلتهما الطيور الجارحة وخاصة النسور لتحلق بها في أعالي السماء، ثم يقوم المسئول بجمع ما تبقى من عظام واشلاء من الميت ويسحقها ثم يعجنها ويخبزها إلى طعام ليعاود إلقاءها للطيور الجارحة مرة أخرى وبهذا يضمن أهل الميت أن فقيدهم بكامله قد صار في السماء، وتعد طريقة الدفن السماوي هذه الأعلى تكلفة حيث يتقاضى المسؤول عن الدفن فيما يعادل ثلاثة رواتب شهرية. بينما يتم دفن الميت ذو الإمكانيات المادية الضعيفة وأموات الفقراء بإلقاء الميت من على قمم أحد الجبال المخصصة للدفن السماوي لتقوم الطيور بالتهام جثته وبهذا يكون قد تم دفنه في السماء.

## عقيدة الدفن السماوي
يرى أهل التبت والذين يتبعون هذه الطريقة أن الإنسان بعد مماته لا قيمة لجسده ويجب أن يكون مفيدا لروحه وتابعا لها، لهذا يتم إطعام جسده للطيور الجارحة بوصفها هي القادرة على التحليق في السماوات العليا ليصبح الجسد قريبا من الروح هناك.

## الدفن السماوي بين المنع والموافقة
مع النظرة العامة إلى طريقة الدفن السماوي وخاصة تلك التي يتم تقطيع أجزاء الميت، يرى المراقبين والمتابعين كم البشاعة التي تتم بها بما يصفها بالهمجية، لهذا قامت السلطات الصينية بتجريم مراسم الدفن السماوي واعتبار من يمارسها مخالفا للقانون وذلك في أوائل الخمسينيات من القرن الماضي، وبعد مناقشات ومداولات عديدة بما يخص حرية المعتقد والدين وما يتبعه من طقوس ومراسم تم السماح بمعاودة ممارسة الدفن السماوي مرة أخرى في بداية الثمانينيات.